# Marcos Macedo
Marcos Antônio Costa Ferreira de Macedo (Natal, 9 de setembro de 1990) é um nadador brasileiro e sua especialidade é o nado borboleta.
Atualmente o nadador disputa pela equipe do Minas Tênis Clube, de Belo Horizonte.

## Trajetória esportiva
Marcos integrou a delegação nacional que participou do Campeonato Mundial de Esportes Aquáticos de 2011 em Xangai, na China. Ele integrou a equipe brasileira na prova de revezamento dos 4x100 metros livre, juntamente com Bruno Fratus, Nicolas Oliveira e Marcelo Chierighini. A equipe fez tempo de 3m16s28, terminando em nono lugar, e não avançou à final.
Em setembro de 2014, fez parte da equipe do Minas Tênis Clube que venceu o Troféu José Finkel. No dia 2, Marcos venceu a prova dos 100 m borboleta e classificou-se para o mundial de piscina curta de 2014 em Doha, Qatar.
Marcos integrou a delegação brasileira no Campeonato Mundial de Natação em Piscina Curta de 2014 realizado em Doha, no Qatar. No dia 7 de dezembro, Marcos conquistou sua primeira medalha em mundiais: ouro na prova de revezamento 4x100 metros medley na equipe também formada por Cesar Cielo, Felipe França e Guilherme Guido. A medalha da equipe foi a última das sete de ouro conquistadas, fazendo pela primeira vez na história o Brasil terminar o campeonato mundial no primeiro lugar no quadro de medalhas.
Aluno de medicina na Universidade Federal do Rio Grande do Norte (UFRN), precisou trancar o curso para se dedicar exclusivamente ao esporte e ir às Olimpíadas do Rio; em 2011, o nadador havia feito a escolha contrária, quando abriu mão da vaga no Pan de Guadalajara para se dedicar aos estudos.
Nos Jogos Olímpicos de Verão de 2016, disputou a prova dos 100 metros borboleta.